# 후안 폰세 데 레온
후안 폰세 데 레온(스페인어: Juan Ponce de León, 1474년 ~ 1521년 7월)은 스페인의 탐험가이자 콩키스타도르로 푸에르토리코의 초대 총독이 되었고, 미국 본토에 도달한 첫 유럽인으로 알려졌으며 플로리다에 자신의 이름을 남겼다. 이스파니올라, 푸에르토리코와 플로리다를 여행한 폰세 데 레온은 푸에르토리코에 첫 유럽인 정착지를 설립하고 플로리다를 발견한 첫 유럽인으로 인정을 받았다. 이 주장을 뒷받침하는 증거는 없어도, 전설에 의하면 그가 허구의 젊음의 샘을 찾는 동안 플로리다를 발견했다고 전한다.

## 어린 시절

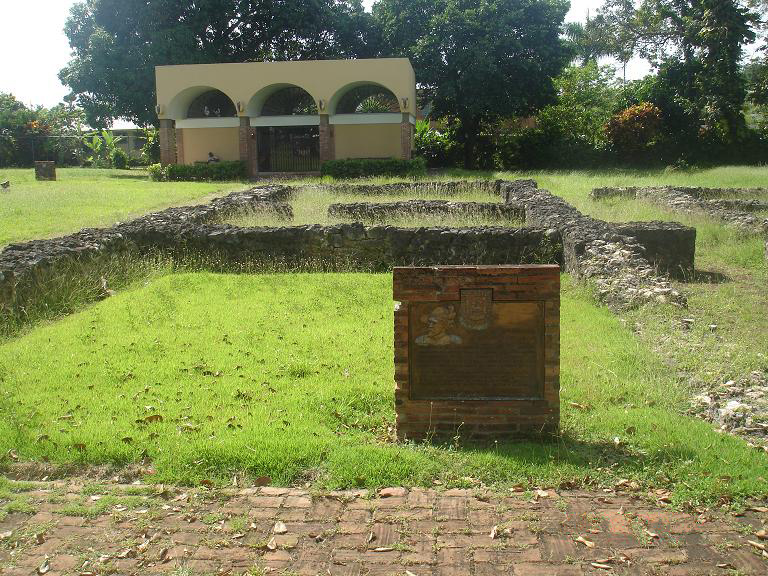
푸에르토리코 카파라에 있는 폰세 데 레온의 저택 폐허지

카스티야 연합왕국 산테르바스 데 캄포스에서 태어났다. 그의 부친 루이스 폰세 데 레온과 모친 레오노르 데 피게로아는 귀족들이었다. 소년으로서 그는 돈 페드로 누녜스 데 구스만에게 기사의 종자를 지냈다. 구스만은 매우 중요한 직위인 왕실에서 기사사령관이었다. 기사의 종자로서 어린 폰세 데 레온은 구스만의 말을 돌보고, 그가 옷을 입도로 도와주고 다른 임무들 같이 그의 요청들에 응하였다. 답례로 그는 사회적 예의, 사냥과 무거운 군사 훈련에서 훈련을 받았다. 그의 군사 실력들은 무슬림 무어인들을 싸우러 그라나다 왕국으로 갔을 때 1487년 시험으로 놓였다. 전쟁은 1492년에 끝났다. 1년 후, 1493년 9월 폰세 데 레온은 크리스토퍼 콜럼버스의 신세계로 두번째 항해에 갔다. 그는 이스파니올라 (오늘날 아이티와 도미니카 공화국)에 정착하였다. 1502년 그는 모친과 동명의 여성과 결혼하여 4명의 자녀들 - 3명의 딸 후아나, 이사벨과 마리아, 그리고 아들 루이스를 두었다.
이스파니올라에 군인으로서 폰세 데 레온은 원주민들을 상대로 싸우는 도움을 주었다. 유럽인들은 많은 원주민들과 싸워 그들을 노예로 만들었다. 이스파니올라 총독 니콜라스 데 오반도는 원주민 반란에서 폰세 데 레온의 싸움으로 그에게 보상하였다. 폰세 데 레온은 동부 이스파니올라의 한 지방의 총독이 되었다. 그는 대지의 대략 200 에이커와 타이노족 노예들이 주어졌다. 그는 농부로서 부유를 찾았다. 농사에서 자신의 성공에 불구하고, 폰세 데 레온은 금을 찾기를 원하였다. 그는 가끔 오늘날 푸에르토리코를 위한 고유 이름 보리켄으로 불린 풍부한 대지에 관한 것 같은 항해자와 원주민들로부터 이야기를 들었다. 폰세 데 레온은 만약 푸에르토리코에서 금에 관한 이야기들이 진실이었다면 스스로 보러 나갔다. 1506년 그는 만약 이야기들이 진실이었다면 보는 데 푸에르토리코로 갔다. 그는 권한으로부터 공식 허가가 없었다. 그래서 폰세 데 레온은 비밀적으로 갔다. 그는 섬이 금과 다른 귀중한 자원들을 둘다 가진 것을 발견하였다. 그래서 그는 푸에르토리코로 돌아가는 데 계획들과 함께 이스파니올라로 돌아갔다.

## 항해들

### 주요 항해

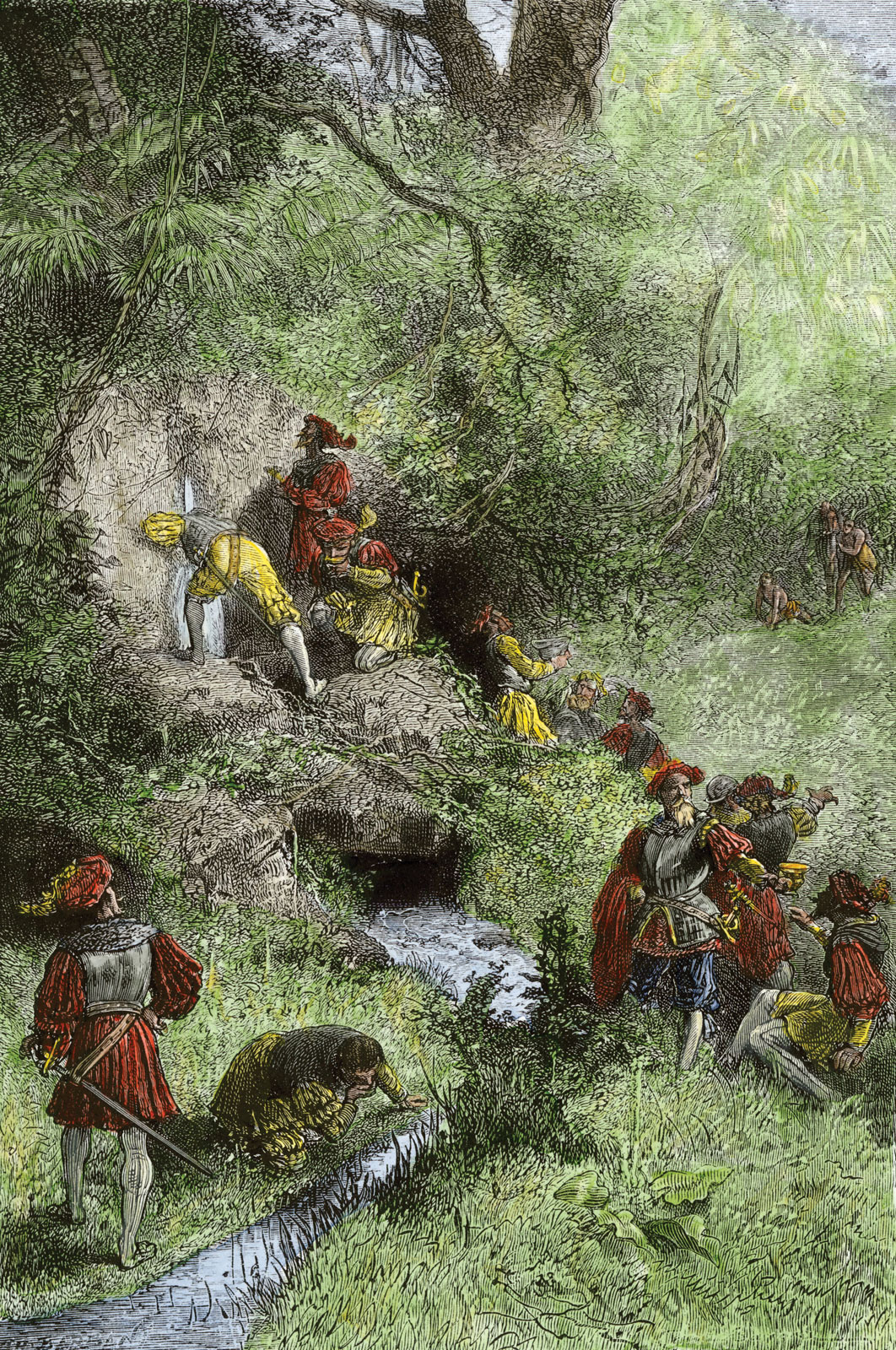
플로리다에서 폰세 데 레온과 그 탐험가들이 젊음의 샘을 찾는 모습

폰세 데 레온은 푸에르토리코로 여행하는 데 왕립 허락을 위하여 의문하는 데 페르난도 2세를 청원하였다. 국왕은 동의하였다. 1508년 8월 폰세 데 레온은 선원과 어떤 선박들을 모아 항해를 세웠다. 1508년 ~ 1509년부터 그는 섬을 탐험하여 산후안 근처에 카파라의 가장 오래된 정착지를 창립하였다. 1510년 스페인 국왕은 폰세 데 레온을 푸에르토리코의 총독으로 만들었다. 그러나 그는 1511년 디에고 콜론에 의하여 대체되었다. 크리스토퍼 콜럼버스가 대지를 찾았을 때 그는 다스리는 데 권리들이 주어졌다. 그가 1506년 사망했을 때 그의 아들 디에고가 그 권리들을 물려받았다. 디에고는 법원으로 갔고, 스페인 왕실은 그에게 소유권을 주는 것을 빼고 선택이 없었다. 그러나 스페인 왕실은 폰세 데 레온이 새로운 대지들을 찾는 데 원하였다. 그는 오늘날 바하마에 있는 비미니로 불린 섬에 젊음의 샘과 많은 금에 관하여 원주민들로부터 이야기들을 들었다. 1513년 3월 그는 이 분수들을 발견하러 푸에르토리코를 떠났다.
3월 3일 폰세 데 레온과 그의 부하들은 오늘날 산헤르만으로부터 출발하였다. 원정은 세척의 함선들 - 산티아고 (Santiago)호, 산타 마리아 데 라 콘솔라시온 (Santa Maria de la Consolacion)호와 산 크리스토발 (San Cristobal) 호로 이루어졌다. 4월 3일 그들은 오늘날 세인트오거스틴의 겨우 외부에 상륙하였다. 폰세 데 레온은 거기사 비미니에 있지 않은 것을 깨달았다. 그는 자신이 섬인줄 알았던 대지가 무성한 초목과 채워진 것을 알아차렸다. 그래서 그는 그것을 스페인어로 "꽃이 만발한 곳"을 의미하는 "La Florida" (라 플로리다)로 이름을 지었다. 그 일은 또한 스페인에서 Pasqua florida (파스카 플로리다) 혹은 "꽃의 축제"로 알려진 부활절 시즌이 있던 1주 후였다. 그는 플로리다의 해안을 따라 남부로 지속적으로 항해하여 어떤 내륙과 입구 지역들을 탐험하였다. 폰세 데 레온과 그의 선원은 길을 따라 어떤 원주민들과 마주쳤다. 한 포인트에서 칼루사 인디언들이 스페인 선원들을 공격하여 그들이 후퇴하도록 강요하였다. 그는 플로리다키스, 키웨스트를 도달하고 플로리다의 서해안에 샬럿하버 근처에서 자신의 원정을 끝내는 항해를 하였다. 1514년 그는 플로리다를 떠나 잠시 푸에르토리코로 돌아왔고, 그러고나서 스페인으로 돌아갔다.

### 그 후의 항해
그가 젊음의 샘을 찾지 않았어도 스페인 국왕은 폰세 데 레온의 발견과 함께 행복하였다. 그는 기사직이 내려지고, 문장이 주어졌으며 플로리다와 비미니 둘다의 총독으로 만들어졌다. 비미니는 아직 찾아지지 않았으나 국왕은 아직도 유망하였다. 폰세 데 레온은 다음 몇년 동안 푸에르토리코와 스페인 사이에 오고 가는 몇몇의 여행들을 이루었다. 1516년 스페인으로 여행 동안 그는 자신의 두번째 부인 세비야의 후아나 데 피네다와 결혼하였다. 그의 첫 부인은 그가 푸에르토리코를 떠나기 때때로 전에 죽은 것으로 나타났다. 그와 그의 새로운 신부는 1518년 푸에르토리코로 돌아왔다. 폰세 데 레온은 또한 자신이 탐험한 플로리다에 식민지를 건설하는데 허락이 주어지기도 하였다. 불행하게 그는 자신의 식민지가 번영하는 것을 보지 못하였다.

## 이후의 세월과 사망

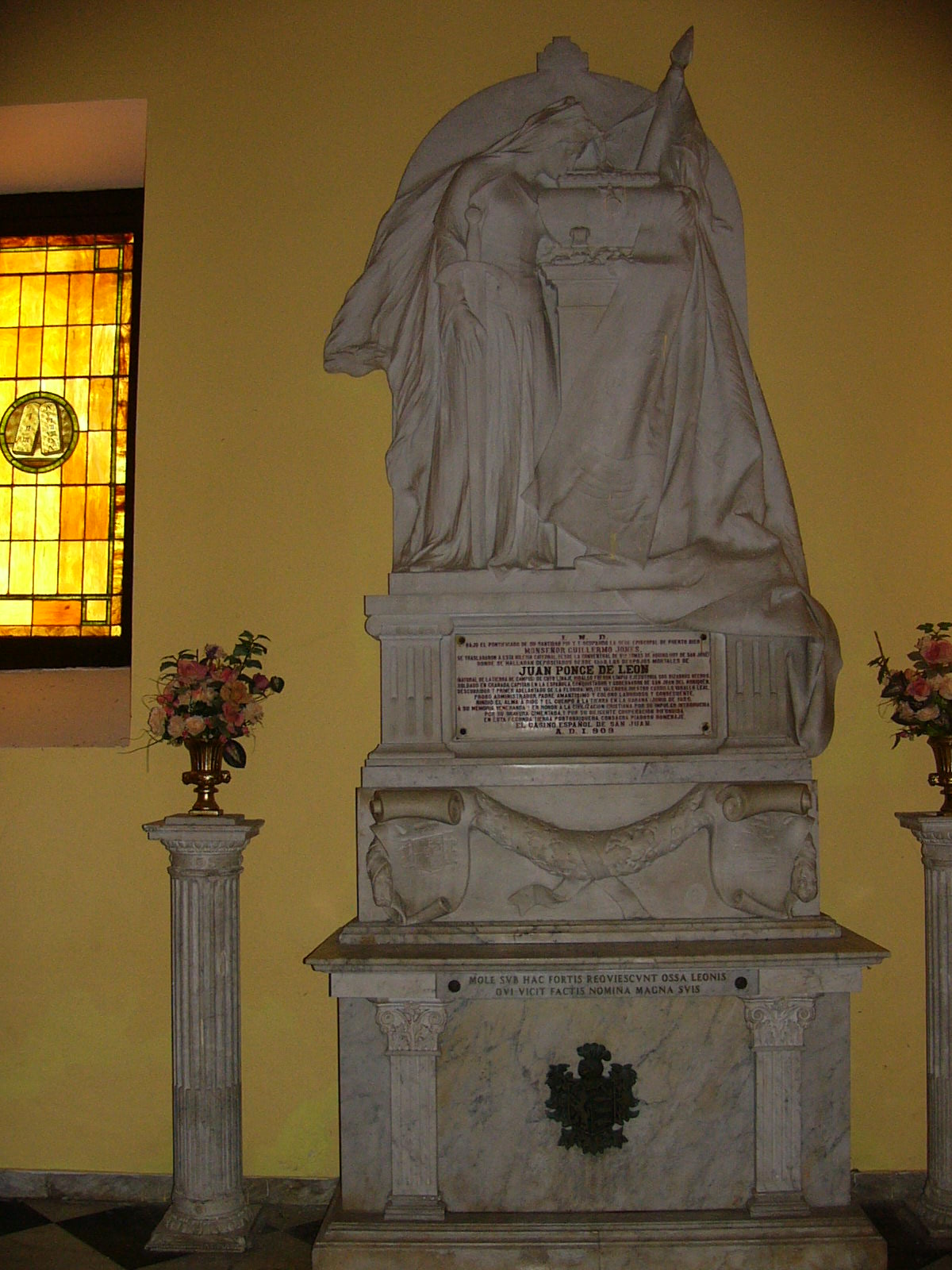
산후안 바우티스타 성당에 있는 폰세 데 레온의 묘비

폰세 데 레온은 1521년 다시 플로리다를 향하여 항해하여 샬럿하버 근처에 상륙하였다. 자신의 도착한지 얼마되지 않아 그는 원주민들과 치명적인 교전을 가졌다. 원주민들에 의한 공격이 있던 동안 폰세 데 레온은 화살에 의하여 맞고 상처를 입었다. 스페이인들은 쿠바 아바나로 후퇴하였다. 그해 7월 사건이 있던 며칠 후에 폰세 데 레온은 아바나에서 상처로 사망하였다. 그는 쿠바에 안장되었으나 후에 푸에르토리코 산후안의 바우티스타 성당으로 옮겨졌다.

## 유산
후안 폰세 데 레온은 오늘날 미국을 방문한 것으로 첫 유럽인으로서 인정을 받았다. 그는 또한 푸에르토리코의 초대 총독이었다. 자신이 플로리다에서 식민지를 전혀 설립할 수 없었어도 그의 대지 발견은 아메리카 대륙으로 스페인의 탐험을 지속하는 데 이끌었다. 그의 사후, 더욱 더 많은 스페인의 탐험가들이 플로리다를 탐험하는 데 서부로 항해하기를 원하였다. 푸에르토리코에서 그가 세운 많은 식민지들은 그가 사망한지 오랜 후에 생존하였고, 그의 영향력은 아직도 지역을 통하여 알려졌다. 푸에르토리코의 3번째로 가장 큰 도시 폰세는 그의 영예에 이름을 땄다.

## 같이 보기
- 아메리카의 역사